# Donatella Fanfani
Donatella Fanfani (Milano, 4 ottobre 1962) è una doppiatrice e direttrice del doppiaggio italiana.

## Biografia
È figlia degli attori Ottavio Fanfani e Nicoletta Ramorino.
Ha prestato la voce a Roxana Zal nella serie TV Watch Over Me.
Ha doppiato la protagonista Yu ne L'incantevole Creamy, Licia in Kiss Me Licia, Morea/Sailor Jupiter in Sailor Moon, Mametchi nei Tamagotchi, Klonoa nel remake per Wii, Megan in Mio mini pony, Pinkie Pie in My Little Pony - L'amicizia è magica, Alpen Rose, Fat Princess in PlayStation All-Stars Battle Royale, Yukari Sanjo in Shugo Chara - La magia del cuore e Becky in Lovely Sara.

## Vita privata
Sua figlia Cecilia, nata nel 1996, ha iniziato la carriera di doppiatrice all'età di 10 anni.

## Doppiaggio

### Cinema
- Carrie-Anne Moss in Unthinkable
- Lili Taylor in Leatherface
- Lysa Flores in Star Maps
- Irène Jacob in Incognito
- Michelle Borth in Giovani vampire

### Telenovelas
- Maria Roji in Rebelde Way (2º doppiaggio)

### Cartoni animati e anime
- Gillian Anderson e Carmen Electra in Celebrity Deathmatch
- Theodore in Alvin rock 'n' roll
- Megan in Vola mio mini pony
- Pinkie Pie (1ª voce) in My Little Pony - L'amicizia è magica
- Jem in Jem
- Margaret in Denny
- Ricciolina in Lady Lovely
- Elmyra Duff (1ª voce), Titti in I favolosi Tiny
- Cassandra in Sabrina: La mia vita segreta
- Nikki in Siamo quelli di Beverly Hills
- Creepy Susie in The Oblongs
- Folia in I viaggi di Gulliver
- Will Vandom in W.I.T.C.H.
- Hip ne Le avventure di Super Mario (1990) e Le avventure di Super Mario (1991)
- Neteb in Neteb - La principessa del Nilo
- Voce narrante in Gladiator Academy
- Signora Kappa in Grog di Magog
- Mafalda in Mafalda (2º doppiaggio)
- Baco in I Bi-Bi
- Licia in Kiss Me Licia
- Yu/Creamy in L'incantevole Creamy
- Pilasi in Magica magica Emi
- Popi in Memole dolce Memole
- Becky in Lovely Sara
- Farrah Goodfairy in Ever After High
- Lucilla in È quasi magia Johnny
- Maura in Sandy dai mille colori
- Sadie (1ª voce) in Pollyanna
- Minami in Prendi il mondo e vai
- Chuchu in Pepero
- Marina in Questa allegra gioventù
- Stefano in Un fiocco per sognare, un fiocco per cambiare
- Sallie in Papà Gambalunga
- Biancaneve in Biancaneve
- Biancaneve, Cenerentola e personaggi vari in Le fiabe son fantasia
- Morea/Sailor Jupiter (1ª voce) in Sailor Moon
- Bobby in Maple Town - Un nido di simpatia, Evviva Palm Town
- Midori Yamabuki (1ª voce) in Dr. Slump
- MintyBunny in Sugarbunnies
- Ishizu Ishtar in Yu-Gi-Oh!
- Jackie in Le voci della savana
- Gigi in Benvenuta Gigì, Tanto tempo fa... Gigì
- Chicco in Magico Dan, super campione
- Principessa in I segreti dell'isola misteriosa
- Domino in One Piece
- Flavia e Sputasentenze in Viaggiando nel tempo
- Voce narrante e Liz in Remy la bambina senza famiglia
- Kika in Let's & Go - Sulle ali di un turbo
- Sara in Teknoman
- Sara in A tutto gas
- Milly in Miyuki
- Edge in Let's & Go - Sulle ali di un turbo
- Iczelion in Iczer Girl Iczelion
- Hilda di Polaris ne I Cavalieri dello zodiaco
- Sue Garman in Robotech Mospeada
- Dea Madre in Il paradiso delle dee
- Regina Miriam in Orguss 02
- Jeudi in Alpen Rose
- Satana in Il pazzo mondo di Go Nagai
- Anthy Himemiya in Utena la fillette révolutionnaire
- Voce narrante in Meremanoid - La leggenda delle profondità marine
- Hinoto in X
- Madame Villefort in Il conte di Montecristo
- Izumi Curtis in Fullmetal Alchemist
- Feb in Sol Bianca
- Manà Fujisaki in My Melody - Sogni di magia
- Puria in Gaiking - Legend of Daiku-Maryu
- Trish in Devil May Cry
- Augusta Vradica/Seth Nightroad in Trinity Blood
- Hepburn in Dennō Coil
- Mo Baxter in Littlest Pet Shop
- Sellon in Bakugan: Potenza Mechtanium
- Yukari Sanjo in Shugo Chara - La magia del cuore
- Yukiko Fujimine in Detective Conan (episodi 154-155)

### Film d'animazione
- Pinkie Pie in My Little Pony - Equestria Girls, My Little Pony - Equestria Girls - Rainbow Rocks, My Little Pony - Equestria Girls - Friendship Games, My Little Pony - Equestria Girls - Legend of Everfree e My Little Pony - Il film
- Megan in Mio mini pony - Salvataggio dal castello di mezzanotte, Mio mini pony - Il film
- Theodore Seville/Frankie in Alvin e i Chipmunks incontrano Frankenstein, Alvin e i Chipmunks incontrano l'Uomo Lupo
- Morea/Sailor Jupiter in Sailor Moon R The Movie - La promessa della rosa (doppiaggio Deneb Film), Sailor Moon S The Movie - Il cristallo del cuore
- Liz in Oni - Carne e acciaio
- Hinoto in X
- Sue in Alla ricerca della Valle Incantata 10 - La grande migrazione
- Dasher in I nove cani di Babbo Natale
- Seery Farson in Castigo Celeste XX Angel Rabbie
- Urd in Oh, mia dea! - The Movie
- Kiyomi Ikezawa in Summer Wars

### Videogiochi
- Cortana in Halo: Combat Evolved[2], Halo 2[3], Halo 3[4], Halo 4[5], Halo 5: Guardians[6] e Halo Reach[7]
- Mona Sax in Max Payne, Max Payne 2: The Fall of Max Payne
- Julie Langford e Jasmine Jolene in BioShock[8]
- Susan Olivaw in Runaway: A Road Adventure
- Lokelani in Runaway 2: The Dream of the Turtle
- Ariel Hanson in StarCraft II
- Eva in DmC Devil May Cry[9]
- Aline Cedrac in Alone in the Dark: The New Nightmare[10]
- Sharon Judd in Tom Clancy's Rainbow Six: Vegas 2 (2008)[11]
- Fat Princess in PlayStation All-Stars Battle Royale
- Sparx in Spyro: A Hero's Tail
- Violetta Beauregarde ne La fabbrica di cioccolato[12]
- Fred e George Weasley in Harry Potter e la Coppa del Mondo di Quidditch[13]
- Madama Bumb e George Weasley in Harry Potter e la pietra filosofale[14]
- Draco Malfoy in Harry Potter e la pietra filosofale[14], Harry Potter e la camera dei segreti[15], Harry Potter e il prigioniero di Azkaban[16] e Harry Potter e la Coppa del Mondo di Quidditch[13]
- Seamus Finnigan e Alicia Spinnet in Harry Potter e la Coppa del Mondo di Quidditch[13]
- Molly Weasley in Harry Potter e la camera dei segreti e Harry Potter e i Doni della Morte - Parte 2[17]
- Klonoa e Pamela in Klonoa: Door to Phantomile (ver. Wii)
- Dottoressa Jessica Andrews in Spider-Man 3[18]
- Alice, Regina di cuori e maestra in Alice nel paese delle meraviglie (2004)[19]
- Maria Thorpe in Assassin's Creed[20], Assassin's Creed: Bloodlines[21] e Assassin's Creed: Revelations[22]
- Pescatore, Figlia del Mercante, Anziana e Danzatrici in Atlantis III: Il nuovo mondo[23]
- Gloria in Madagascar 2[24]
- Kendra in Avatar[25]
- Reporter in Need for Speed: Rivals[26]
- Jerry e bambino in Le avventure di Pongo - I misteri del corpo umano[27]
- Copperhead in Batman: Arkham Origins[28]
- Vick e Capo Infermiera in The Black Mirror[29]
- Nicole Parker in Chrome[30]
- Venus in The Darkness II[31]
- Dottoressa Karen Chin e Computer in Devil's Canyon[32]
- Emily, Grace e Kandala in Diablo III: Reaper of Souls[33]
- Mina Harker in Dracula: Origin[34]
- Rebecca in Duel Masters[35]
- Sekhmet, bambina e Iside in Egypt III - Il destino di Ramses[36]
- Dottoressa Rale e Lorraine LaCosta in E.R. - Medici in prima linea[37]
- Donna Invisibile/Sue Storm in I Fantastici 4[38]
- Gaia in Galline in fuga - Chicken Run[39]
- Sally Walden in Il gatto e il cappello matto[40]
- Ann Smith in Paradise

## Direzione del doppiaggio
- Tex Avery Show
- Vola mio mini pony
- Jem
- I Bobobobs
- Siamo quelli di Beverly Hills
- I favolosi Tiny
- Pippo e Menelao
- 80 sogni per viaggiare
- L'isola del tesoro
- Nel covo dei pirati con Peter Pan
- Gladiator Academy
- Peter Pan
- Mimì e la nazionale di pallavolo (2ª edizione)
- È quasi magia Johnny
- Puella Magi Madoka Magica[41]